# 286-й истребительный авиационный полк (первого формирования)
286-й истребительный авиационный полк — воинская часть Вооружённых Сил СССР в Великой Отечественной войне.

## Наименования
- 286-й истребительный авиационный полк
- Полевая почта 55708

## История
Полк формировался осенью 1941 года в двухэскадрильном составе на базе лётчиков, перед самой войной окончивших Чугуевское военно-авиационное училище в районе Воронежа. На вооружении полка состояли И-16.
В составе действующей армии во время ВОВ c 29 октября 1941 по 17 июня 1943 года.
После подготовки в районе Изюма, 5-6 октября 1941 года перелетел из-под Воронежа на аэродром Кайвакса, с задачей сопровождения транспортных самолётов в осаждённый Ленинград. В конце октября 1941 года перелетел на Комендантский аэродром, с декабря 1941 года базируется на аэродроме Смольное в Ленинграде. В основном совершает вылеты на сопровождение транспортников, к февралю 1942 года потеряв треть лётного состава.
В начале февраля (02.02.1942 г.) 1942 года группа в составе 42-х человек летно-технического состава во главе с заместителем командира полка капитаном Козловым В. И. убыла в 16-й запасной истребительный авиаполк Приволжского военного округа (пос. Баланда Саратовской области). Распоряжением начальника Управления формирования и укомплектования
ВВС РККА 24 февраля 1942 года поручено 16-му зиап сформировать и укомплектовать 286-й иап. В период с 16 февраля по 10 апреля на основе безномерного иап на И-15 и команды 286-го иап при 16-м зиап ПриВО на самолётах Як-1 сформирован 286-й истребительный авиационный полк второго формирования, в июле 1942 года переименованный в 867-й истребительный авиационный полк.
Полк, прикрывая самолёты, ведёт воздушные бои в районах Войбокало, Шлиссельбург, Всеволожск. За 14 месяцев полк сделал 3012 боевых вылетов на сопровождение по маршрутам: Комендантский аэродром — мыс Осиновец — Ладожское озеро — мыс Воронец — Сясьстрой — Кайвакса, с ноября 1941 — Подборовье. Также совершает вылеты на разведку и прикрытие наземных войск, так 28 мая 1942 года лётчики полка ведут разведку и атакуют численно превосходящие бомбардировщики противника в районе Мга — Пустынька.
В мае-июне 1942 года была сформирована третья эскадрилья полка, которая получила И-153 из 14-го гвардейского истребительного полка. В декабре 1942 года полк прошёл переобучение (к тому времени из первого состава лётчиков в строю осталось только 4 человека) и получил Як-1, после чего продолжил деятельность над Ленинградом.
Расформирован в июне-июле 1943 года.

## Подчинение
| Дата            | Фронт (округ)                                                 | Армия                         | Корпус | Дивизия                                  | Примечания                          |
| --------------- | ------------------------------------------------------------- | ----------------------------- | ------ | ---------------------------------------- | ----------------------------------- |
| 01.11.1941 года | -                                                             | -                             | -      | -                                        | нет данных                          |
| 01.12.1941 года | Ленинградский фронт                                           | Приморская оперативная группа | -      | -                                        | -                                   |
| 01.01.1942 года | Ленинградский фронт                                           | -                             | -      | -                                        | -                                   |
| 01.02.1942 года | Ленинградский фронт                                           | -                             | -      | -                                        | -                                   |
| 01.03.1942 года | Ленинградский фронт                                           | -                             | -      | -                                        | -                                   |
| 01.04.1942 года | Ленинградский фронт                                           | -                             | -      | -                                        | -                                   |
| 01.05.1942 года | Ленинградский фронт (Группа войск Ленинградского направления) | -                             | -      | -                                        | -                                   |
| 01.06.1942 года | Ленинградский фронт (Ленинградская группа войск)              | -                             | -      | -                                        | -                                   |
| 01.07.1942 года | Ленинградский фронт                                           | -                             | -      | -                                        | -                                   |
| 01.08.1942 года | Ленинградский фронт                                           | -                             | -      | -                                        | -                                   |
| 01.09.1942 года | Ленинградский фронт                                           | -                             | -      | -                                        | -                                   |
| 01.10.1942 года | Ленинградский фронт                                           | -                             | -      | -                                        | -                                   |
| 01.11.1942 года | Ленинградский фронт                                           | -                             | -      | -                                        | -                                   |
| 01.12.1942 года | Ленинградский фронт                                           | Приморская оперативная группа | -      | -                                        | на укомплектовании и переподготовке |
| 01.01.1943 года | Ленинградский фронт                                           | 13-я воздушная армия          | -      | 273-я истребительная авиационная дивизия | -                                   |
| 01.02.1943 года | Ленинградский фронт                                           | 13-я воздушная армия          | -      | 273-я истребительная авиационная дивизия | -                                   |
| 01.03.1943 года | Ленинградский фронт                                           | 13-я воздушная армия          | -      | 273-я истребительная авиационная дивизия | -                                   |
| 01.04.1943 года | Ленинградский фронт                                           | 13-я воздушная армия          | -      | -                                        | -                                   |
| 01.05.1943 года | Ленинградский фронт                                           | 13-я воздушная армия          | -      | -                                        | -                                   |
| 01.06.1943 года | Ленинградский фронт                                           | 13-я воздушная армия          | -      | -                                        | -                                   |

## Командиры
- майор, подполковник Баранов Павел Николаевич[3],  07.1941 — 17.06.1943